# Minamitane
Minamitane (南種子町 Minamitane-chō?) es un pueblo en la prefectura de Kagoshima, Japón, localizado en las islas Ōsumi, al sur de la isla de Kyūshū. Tenía una población estimada de 5350 habitantes el 1 de marzo de 2021 y una densidad de población de 48 personas por km². El Centro Espacial de Tanegashima de la Agencia Japonesa de Exploración Aeroespacial se encuentra en los límites del pueblo.

## Geografía
Minamitane está localizado en el extremo sur de Tanegashima, en el extremo occidental de las islas Ōsumi, parte del grupo de islas Ryūkyū. Limita con el mar de China Oriental al oeste, con el océano Pacífico al este y con el pueblo de Nakatane al norte.

## Demografía
Según los datos del censo japonés, la población de Minamitane ha disminuido constantemente en los últimos 60 años.
| Gráfica de evolución demográfica de Minamitane entre 1940 y 2015 |
|                                                                  |
| Oficina de Estadística de Japón                                  |